# Molandièr
Molandièr (en francès Molandier) és un municipi francès situat al departament de l'Aude i a la regió d'Occitània.